# Экософия
Экософия, или экофилософия, — неологизм, обозначающих новое направление философской мысли, буквально: «экологическая философия». Под экософией обычно понимают ряд концепций норвежского и французского философов Арне Несса (основоположника «глубинной экологии») и Феликса Гваттари (постмарксиста и основателя шизоанализа).

## Определение понятия
Термин был впервые использован норвежским философом Арне Нессом в 1973. Он был основополагающим в его философии и являлся синонимом «экологической мудрости».
Сам Несс определяет экософию так:

Под экософией я понимаю философию экологической гармонии или баланса. Как и любая «софия», она содержит нормы, правила, постулаты, приоритеты и гипотезы, касающиеся состояния дел во Вселенной. Направления интересов экософии вариативны и включают не только факты загрязнения, ресурсы, население и т. д., но и ценностные приоритеты.